# Johann Brotan
Johann Brotan (Klatovy, 24 giugno 1843 – Vienna, 20 novembre 1918 (1923)) è stato un ingegnere meccanico austriaco, specialista in costruzione di locomotive a vapore.

## Biografia
Johann Brotan nacque a Klattau, oggi Klatovy nella Repubblica Ceca. Compì i suoi studi nell'Imperial-Regio Istituto Politecnico (k. k. Polytechnisches Institut) di Vienna, in Austria.
Operò nel dipartimento statale di costruzioni telegrafiche, per compagnie ferroviarie tra cui quelle Ungherese orientale e per la ferrovia Lemberg-Czernowitz-Jassy prima di entrare a far parte delle kaiserlich-königliche österreichische Staatsbahnen (k.k.St.B.) nel 1890.
Nel 1902 divenne direttore esecutivo delle officine di Gmünd delle k.k.St.B. e più tardi dell'officina riparazioni di Vienna Westbahnhof. Collacatosi a riposo nel 1912 si spense a Vienna il 20 novembre 1918 secondo alcune fonti o nel 1923 secondo altre.
È conosciuto soprattutto per l'invenzione della caldaia conosciuta con il suo nome sperimentata per la prima volta nell'esercizio pratico nel 1902 su una locomotiva kkStB 47.